# Yemi Adesanya
Yemi Adesanya là một kế toán người Nigeria (là Thành viên của Viện kế toán công chứng Nigeria), nhà phát minh và nhà văn sáng tạo. Tập thơ đầu tiên của cô có tựa đề Musings of a Tangled Tongue.

## Niên thiếu và sự trưởng thành
Jolaoyemi Doyinsola Olatubosun sinh ra trong một gia đình có tám người anh chị em, Adesanya theo học tại Ibadan, Oyo State và Akungba, Ondo State của Nigeria. Cô đủ điều kiện làm Kế toán viên điều lệ khi mới 21 tuổi. Sau đó, Cô có bằng MBA của Đại học Leicester.  (Anh quốc).   

## Tập thơ
Tập thơ đầu tay của Adesanya có tựa đề Musings of a Tangled Tongue đã được xuất bản vào năm 2016 bởi Kiibaati Resources Limited đã gây tiếng vang. Tập thơ chứa 54 bài thơ trong hơn sáu mươi trang.
Bộ sưu tập đã được mô tả là "một ấn phẩm đầu tay mời độc giả về một cuộc hành trình đầy chất thơ với sự ngớ ngẩn, tình yêu và tình huống khó xử, nuôi dưỡng trẻ em và thời thơ ấu, cầu xin, suy nghĩ hiện sinh, hỗn loạn của công ty, nghịch ngợm và nghịch ngợm, và nghịch ngợm."  và cũng là "dí dỏm, nó không thay đổi, nó dễ hiểu và quan trọng nhất là nó rất mới mẻ." 

## Phát minh thẻ trò chơi
Năm 2014, Yemi đã phát minh ra hai trò chơi bài. Một trò chơi được gọi là Trò chơi của những người khổng lồ, được thiết kế "để dạy lịch sử theo cách tương tác và vui vẻ"  trong khi trò chơi còn lại, Jungle, cũng là một trò chơi bài, là một trò chơi tương tác về săn bắn và phân cấp động vật. Cô cũng đã gợi ý những ngày lễ không chính thức mới ở Nigeria.

## Đời sống riêng tư
Adesanya đã kết hôn, và có những trẻ em. Cô là con gái của nhà văn và nhà thơ ngôn ngữ Yoruba Olatubosun Oladapo, và chị gái của nhà văn và nhà ngôn ngữ học Kola Tubosun.     